# Moelleux au chocolat
Pour les articles homonymes, voir Moelleux.
Ne doit pas être confondu avec Fondant au chocolat ou Mi-cuit au chocolat.

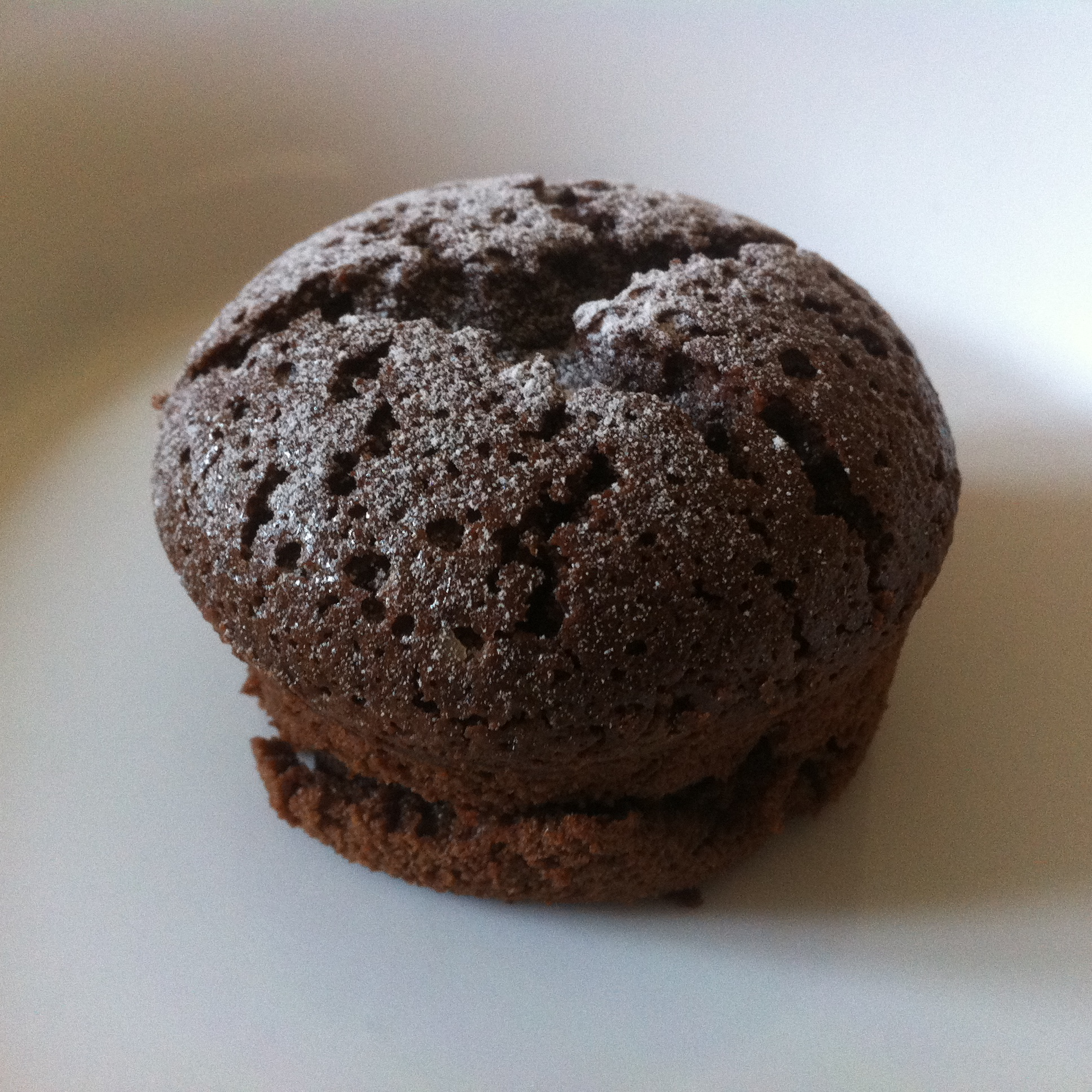
Un moelleux au chocolat.

Le moelleux au chocolat est une recette particulière de gâteau au chocolat. Il ne doit pas être confondu avec le fondant au chocolat, qui contient plus d'œuf et moins de farine.
Du fait de sa composition, un moelleux au chocolat est un peu sec s'il est trop cuit. Si, au contraire, on procède à une cuisson rapide pour préserver un cœur coulant tout en ayant une croûte croustillante, c'est alors un mi-cuit.
Bien qu'il se décline sous diverses formes selon la recette précise, le moelleux au chocolat est souvent préparé en portions individuelles.
Le moelleux au chocolat peut contenir différents ingrédients comme du chocolat, du beurre, de la farine, du sucre et des œufs.
À la fin de la cuisson, le moelleux au chocolat doit être légèrement tremblotant. Si on y plante la lame d'un couteau, elle doit ressortir légèrement humide.
On peut associer ce gâteau avec de nombreux accompagnements. Les plus populaires seraient la glace à la vanille, grâce à la balance entre l'amertume du chocolat noir et le goût sucré de la vanille, ou encore avec des fruits rouges et leur acidité.